# Terceiro olho

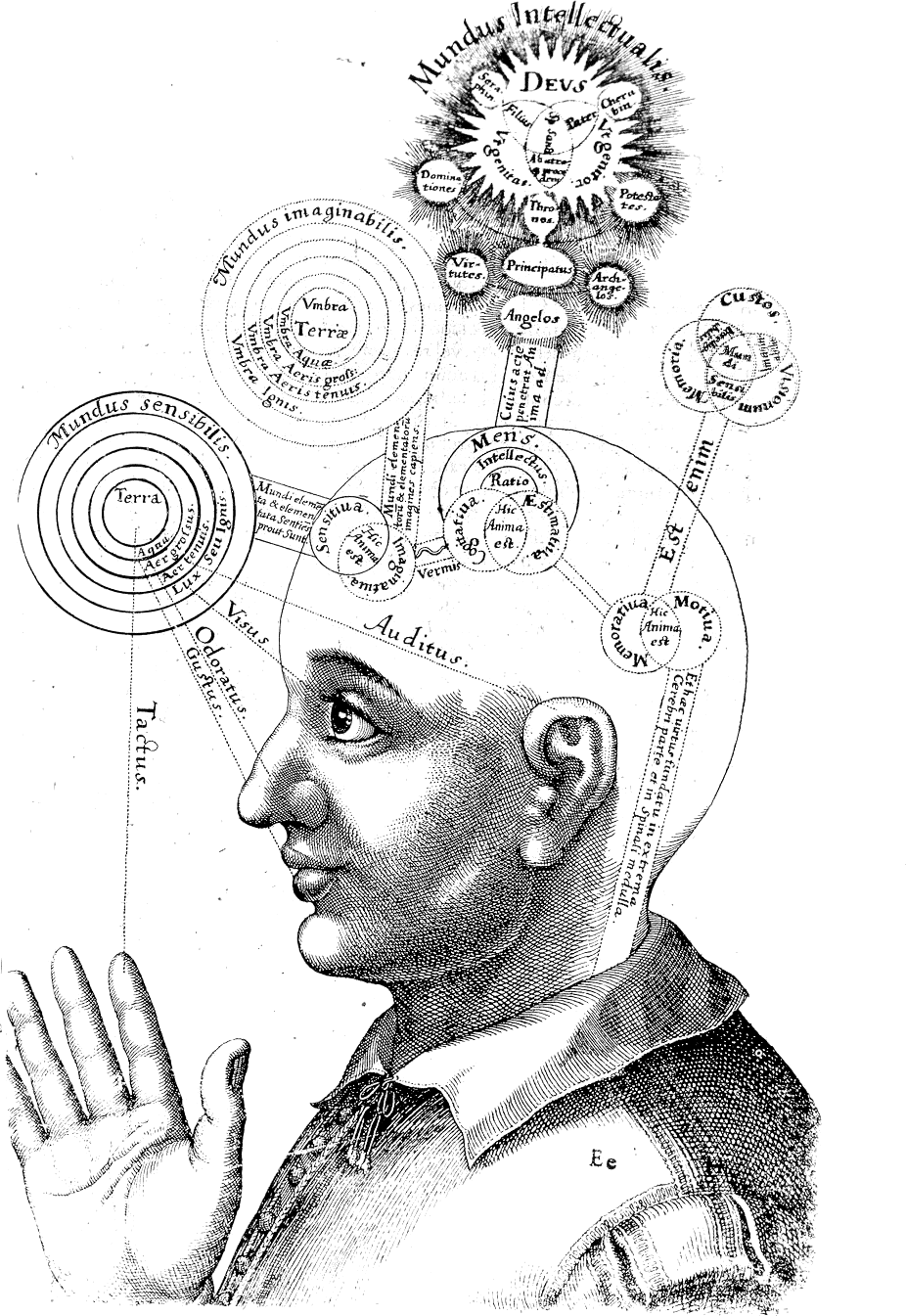
Representação do terceiro olho feita no século XVII, simbolizando a conexão com os "planos elevados", feita pelo alquimista Robert Fludd.

O terceiro olho, também conhecido como Ajna, o sexto chakra, situa-se no ponto entre as sobrancelhas. Conhecido como "terceiro olho" na tradição hinduísta, está ligado à capacidade intuitiva e à percepção sutil. Quando bem desenvolvido, pode indicar um sensitivo de alto grau. Enfraquecido, aponta para um certo primitivismo psico-mental ou, no aspecto físico, para tumoração craniana.
Acredita-se que a glândula pineal, localizada no centro do cérebro e no meio da testa, tenha relação com tais capacidades indutivas e percepção sutil. Essa glândula possui semelhanças com o globo ocular, ambos possuem membrana cristalina e receptores de cor.

## Realidade vs lendas
Segundo relatos, seres não humanos possuíam o terceiro olho como um órgão que era capaz de exercer faculdades de telepatia e clarividência. No entanto, ainda muitas pessoas trabalham através da meditação e outras técnicas para tentar recuperar tais poderes divinos que teriam sido perdidos ao longo da regressão da espécie. Nas correntes budistas existem técnicas e práticas que envolvem a tentativa de desenvolvimento dessa capacidade ainda que o objetivo final seja entender a realidade existente tal qual ela é; insatisfatória, impermanente e sem substancialidade individual (o não-eu ou anatta). No budismo mahayna e nas práticas tibetanas esse tipo de conhecimento tende a ser mais valorizado do que no budismo theravada, ainda que haja técnicas para abrir o "olho divino" ou para "limpar" visão.